# Su’nam
Su’nam (kor. 수남구역, Su'nam-guyŏk) – jedna z 7 dzielnic Ch’ŏngjin, trzeciego pod względem liczby mieszkańców miasta Korei Północnej. Znajduje się we wschodniej części miasta. W 2008 roku liczyła 82 765 mieszkańców. Składa się z 9 osiedli (kor. dong).

## Historia
Jako samodzielna jednostka administracyjna dzielnica Su’nam powstała w październiku 1960 roku z połączenia należących do miasta Ch’ŏngjin osiedli Su'nam, Ŏham, Mar'ŭm, Sinhyang i Ch'up'yŏng.

## Podział administracyjny dzielnicy
W skład dzielnicy wchodzą następujące jednostki administracyjne:
| Nazwa jednostki administracyjnej | Rodzaj jednostki administracyjnej | Chosŏn’gŭl | Hancha  |
| -------------------------------- | --------------------------------- | ---------- | ------- |
| Sinhyang-dong                    | osiedle                           | 신향동     | 新鄕洞  |
| Ŏhang-dong                       | osiedle                           | 어항동     | 漁港洞  |
| Mar'ŭm-1-dong                    | osiedle                           | 말음1동    | 末陰1洞 |
| Mar'ŭm-2-dong                    | osiedle                           | 말음2동    | 末陰2洞 |
| Su'nam-1-dong                    | osiedle                           | 수남1동    | 水南1洞 |
| Su'nam-2-dong                    | osiedle                           | 수남2동    | 水南2洞 |
| Ch'ŏngnam-dong                   | osiedle                           | 청남동     | 靑南洞  |
| Ch'umok-dong                     | osiedle                           | 추목동     | 鷲木洞  |
| Ch'up'yŏng-dong                  | osiedle                           | 추평동     | 楸坪洞  |